# دیوید لوپز-زابرو
دیوید لوپز-زابرو (به انگلیسی: David López-Zubero) (زادهٔ ۱۱ فوریهٔ ۱۹۵۹) شناگر اهل اسپانیا است.